# Вечеркин, Яков Сергеевич
Яков Сергеевич Вечеркин (16 апреля 1913 года, село Подгорное, Аулиеатинский уезд, Сырдарьинская область, Туркестанский край, Российская империя — неизвестно) — старший агроном Луговской МТС Джамбулской области, Казахская ССР. Герой Социалистического Труда (1948).

## Биография
Родился в 1913 году в крестьянской семье в селе Подгорное (сегодня — Кумарык) Аулиеатинского уезда. Окончил местную шестилетнюю школу, после которой трудился в колхозе. С 1932 года — агроном Луговской МТС до призыва в Красную Армию по мобилизацию. С сентября 1941 года участвовал в Великой Отечественной войне. Воевал в составе стрелкового батальона 176-го отдельного запасного стрелкового полка 6-й гвардейской Армии. Получил три ранения. После демобилизации возвратился на родину, где продолжил трудиться старшим агрономом Луговской МТС.
В 1947 году труженики Луговской МТС собрали в среднем с каждого гектара по 400,9 центнера сахарной свёклы с площади 347,5 гектара. Указом Президиума Верховного Совета СССР от 28 марта 1948 года удостоен звания Героя Социалистического Труда за «получение высоких урожаев пшеницы, ржи, хлопка и сахарной свёклы в 1947 году» с вручением ордена Ленина и золотой медали «Серп и Молот» (№ 1559).

## Награды
- Герой Социалистического Труда
- Орден Ленина
- Орден Славы III степени (03.04.1944)
- Медаль «За отвагу» (08.06.1945)
- Медаль «За победу над Германией в Великой Отечественной войне 1941—1945 гг.»